# Ayşe Şen

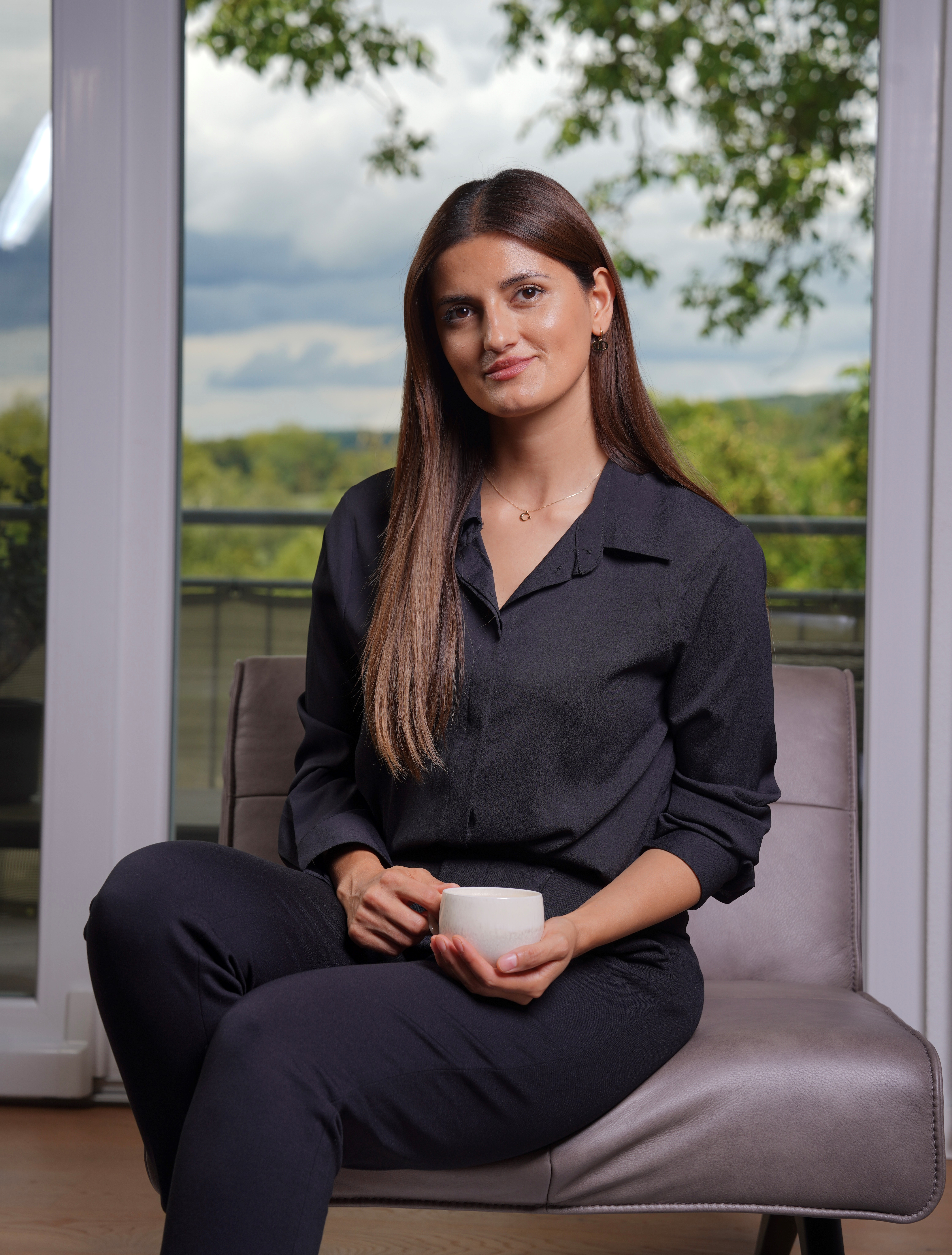
Porträt von Ayşe Şen

Ayşe Şen (geb. Şirin * 10. April 1988 in Geislingen an der Steige) auch bekannt als Ayşen’s Kitchen, ist eine türkischstämmige Influencerin, Webvideoproduzentin und Autorin.

## Leben
Ayşe Şen wurde in Geislingen an der Steige, Baden-Württemberg, geboren und wuchs dort als Älteste von vier Geschwistern auf. Nach dem Abschluss ihrer mittleren Reife an der Daniel-Straub-Realschule in Geislingen besuchte sie ein Berufskolleg an einer Wirtschaftshochschule. Im Jahr 2005 begann sie eine dreijährige Ausbildung zur Bürokommunikationskauffrau. Nach Abschluss ihrer Ausbildung arbeitete sie in diesem Berufsfeld.

## Karriere
Ayşe Şen begann ihre Karriere als Influencerin im Jahr 2019 mit dem Start ihres Instagram-Kanals aysens.kitchen. Der Kanal, der sowohl in deutscher als auch in türkischer Sprache geführt wird, konzentriert sich auf alltagstaugliche Gerichte und Rezepte. Zusätzlich teilt Şen auf diesem Kanal ihre Erfahrungen, Tipps und Tricks rund ums Kochen und Anrichten. Diese Inhalte trugen zu einer schnellen Steigerung ihrer Bekanntheit bei. Bis März 2024 konnte sie eine Followerschaft von 2 Millionen Menschen aufbauen, was sie zu einer der bekanntesten Influencerinnen in diesem Bereich macht.
Im Rahmen ihrer Tätigkeit als Influencerin wurden Partnerschaften mit verschiedenen Unternehmen etabliert. Zu diesen zählen unter anderem Bosch Hausgeräte und WMF. Verschiedene Presseberichte befassen sich mit ihrer Karriere als Influencerin, ihren Partnerschaften mit Marken und ihren Aktivitäten auf sozialen Medien.

## Persönliches Leben
Ayşe Şen ist seit Februar 2011 mit Muhittin Şen verheiratet. Das Paar hat zwei Söhne (* 2013, * 2017) und lebt in einem ländlichen Ortsteil von Ebersbach an der Fils.

## Veröffentlichungen
- Ayşes Rezepte, Alltagstauglich, lecker und schnell gemacht. Härterverlag, Reutlingen 2023, ISBN 978-3-942906-62-3
- Ayşe’nin yemek tarifleri. Günlük kullanıma uygun, leziz ve pratik. Härterverlag, Reutlingen 2023, ISBN 978-3-942906-63-0
- Ayses Rezepte, E-Book (PDF) Alltagstauglich, lecker und schnell gemacht. Härterverlag, Reutlingen 2023, EAN9783942906746
- Ayşe’nin yemek tarifleri. E-Book (PDF) Günlük kullanıma uygun, leziz ve pratik. Härterverlag, Reutlingen 2023, EAN 9783942906685.
- Ayses Recipes, E-Book (PDF) Suitable for every day, quick and tasty. Härterverlag, Reutlingen 2024, EAN 9783942906777
- Ayşes Rezepte, für Freunde und Familie Härterverlag, Reutlingen 2024 ISBN 978-3-942906-80-7
- Ayşe’nin yemek yarifleri, aileniz ve sevdikleriniz icin. Härterverlag, Reutlingen 2024 ISBN 978-3-942906-81-4

## Auszeichnungen
- Spiegel-Bestseller, 2023 Ayşes Rezepte, Alltagstauglich, lecker und schnell gemacht.[14]
- Publikumspreis Gold 2024: Der Deutsche Kochbuchpreis vom Kochbuchportal „Kaisergranat“[15][16]